# Aryballos

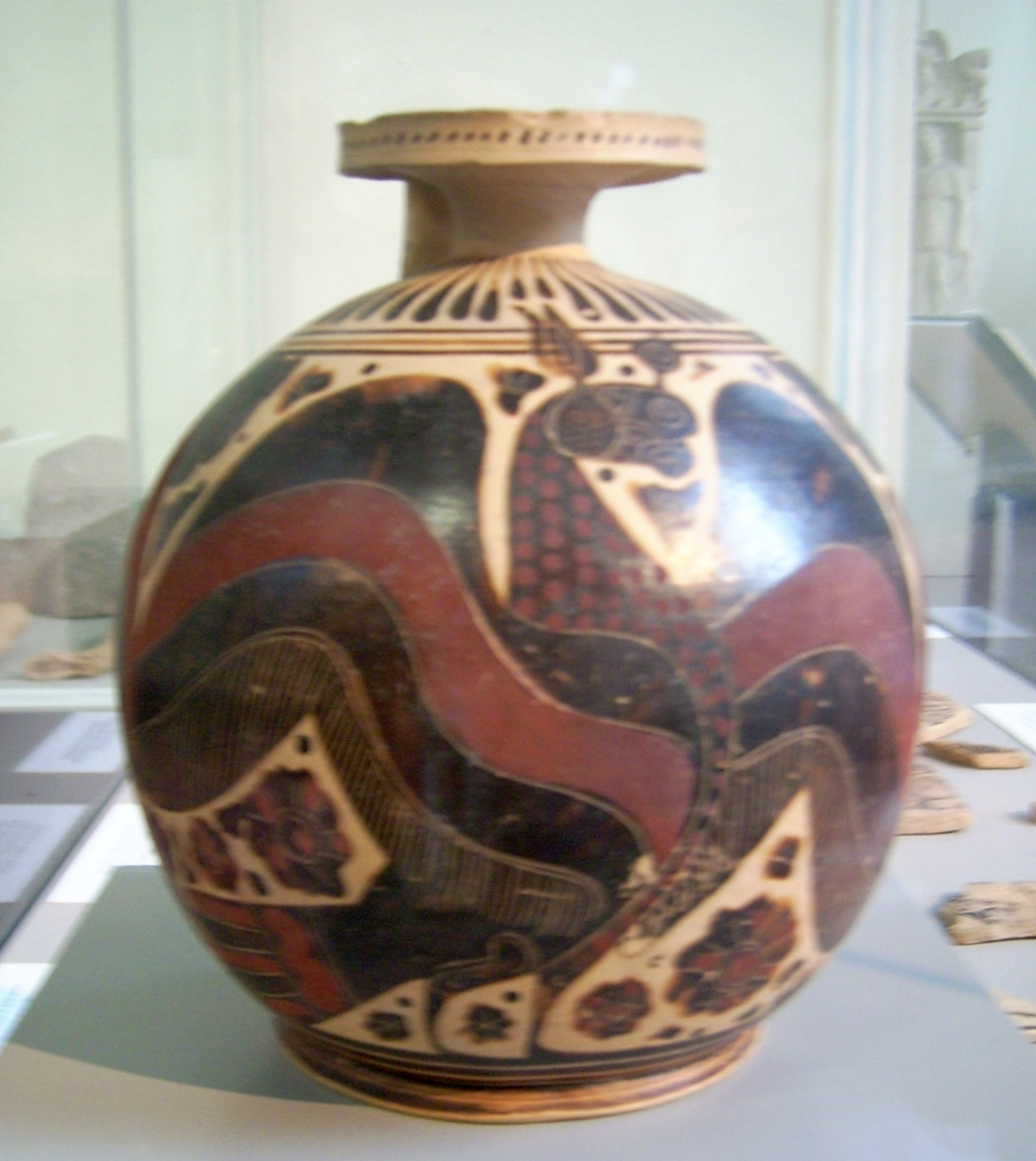
Korinthischer Aryballos der Antikensammlung Berlin.

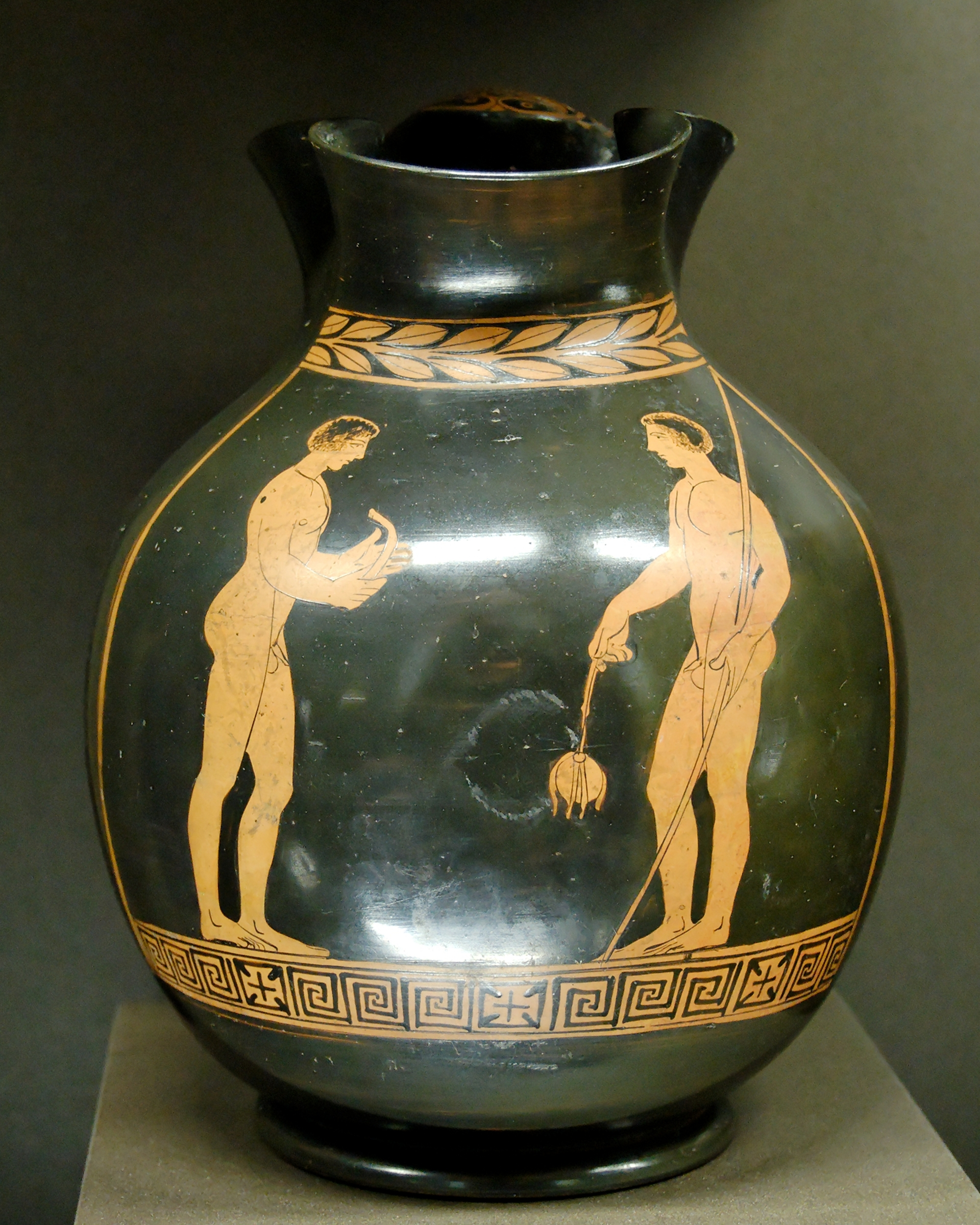
Athleten mit Strigilis und Aryballos auf einer Oinochoe des Pisticci-Malers, 5. Jh. v. Chr.

Als Aryballos (altgriechisch ἀρύβαλλος arýballos, Plural Aryballoi) bezeichnet man ein kleines Gefäß aus der griechischen Antike mit kugeligem Bauch, eng eingezogenem Hals und breitem, flachem Mündungsteller.
Aryballoi können einen breiten, bandförmigen Henkel oder einen Doppelhenkel besitzen und wurden zur Aufbewahrung von aromatischen Flüssigkeiten, insbesondere Salbölen, genutzt. Einige Exemplare haben Standfüße; andere sind nicht auf der Töpferscheibe entstanden, sondern handgeformt und haben entsprechend keine runde Form, sondern andere dekorative Umrisse wie den einer Eule. In der Funktion ist der Aryballos vergleichbar dem Alabastron und dem Lydion.
Während das Alabastron von Frauen verwendet wurde, ist der Aryballos ein Salbgefäß für Männer und diente hauptsächlich Athleten zur Pflege des Körpers. Aryballoi wurden an einem Riemen am Handgelenk getragen und enthielten teils reines Öl, teils Duftöle. Der Name Aryballos bezeichnet eigentlich den Lederbeutel, in dem das Fläschchen normalerweise steckte. Er wurde in der Antike allerdings nicht nur für die Gefäßform verwendet, die von der heutigen Forschung so bezeichnet wird, sondern auch für Lekythoi und andere Vasen.
Die meisten erhaltenen Aryballoi sind aus Ton gefertigt (vgl. Keramik, (griechische) Vasen), doch sind auch solche aus Bronze und Fayence bekannt. Zumeist stammen sie aus Korinth, teilweise auch aus Attika.